# Estación de Serrano
Serrano es una estación de la línea 4 del Metro de Madrid situada bajo la calle de Goya, próxima a la intersección con la calle de Serrano, en el barrio de Recoletos (distrito Salamanca).

## Historia
La estación abrió al público el 23 de marzo de 1944 formando parte del primer tramo de la línea 4 entre las estaciones de Argüelles y Goya.
Permaneció cerrada entre el 13 de enero y el 6 de marzo de 2020 por obras en la línea.

## Accesos
Vestíbulo Serrano
- Serrano C/ Goya, 15 (esquina C/ Serrano)
- Goya, pares C/ Goya, 4 (esquina C/ Serrano). Para Museo Arqueológico Nacional

Vestíbulo Lagasca
- Goya, impares C/ Goya, 23. Próximo a C/ Lagasca
- Goya, pares C/ Goya, 10. Próximo a C/ Claudio Coello

## Líneas y conexiones

### Metro
| << cabecera | < estación | línea | estación > | cabecera >>        |
| ----------- | ---------- | ----- | ---------- | ------------------ |
| Argüelles   | Colón      |       | Velázquez  | Pinar de Chamartín |

### Autobuses

Situación de las paradas y recorridos de las líneas de la EMT en el entorno de la estación de Serrano.

| Diurnos   |                   |                                     |
| Línea     | Destino           | Parada                              |
| 1         | Cristo Rey        | 451 METRO SERRANO (C/ Serrano, 19)  |
| 9         | Sol / Sevilla     | 451 METRO SERRANO (C/ Serrano, 19)  |
| 19        | Legazpi           | 451 METRO SERRANO (C/ Serrano, 19)  |
| 51        | Sol / Sevilla     | 451 METRO SERRANO (C/ Serrano, 19)  |
| 74        | Pº Pintor Rosales | 451 METRO SERRANO (C/ Serrano, 19)  |
| 21        | Bº El Salvador    | 670 COLÓN (C/ Goya frente al N.º 9) |
| 53        | Arturo Soria      | 670 COLÓN (C/ Goya frente al N.º 9) |
| 21        | Pº Pintor Rosales | 671 COLÓN (C/ Goya, 7)              |
| 53        | Sol / Sevilla     | 671 COLÓN (C/ Goya, 7)              |
| Nocturnos |                   |                                     |
| Línea     | Destino           | Parada                              |
| N4        | Cibeles           | 451 METRO SERRANO                   |